# Labastide-Saint-Georges

Labastide-Saint-Georges este o comună în departamentul Tarn din sudul Franței. În 2009 avea o populație de 1.686 de locuitori.

## Evoluția populației
| An        | 1975 | 1982  | 1990  | 1999  | 2006  | 2009  |
| --------- | ---- | ----- | ----- | ----- | ----- | ----- |
| Populație | 872  | 1.005 | 1.063 | 1.235 | 1.578 | 1.686 |